# Russi
Russi (romanyol nyelven Ròss) település Olaszországban, Emilia-Romagna régióban, Ravenna megyében. Lakosainak száma 12 190 fő (2023. január 1.). Russi Forlì, Bagnacavallo, Faenza és Ravenna községekkel határos.

## Népesség
A település lakossága az elmúlt években az alábbi módon változott:
| Lakosok száma | 12 308 | 12 309 | 12 190 |
|               | 2017   | 2018   | 2023   |